# Brogueira
Brogueira ist ein Ort und eine ehemalige Gemeinde in Mittel-Portugal.

## Geschichte und Sehenswürdigkeiten
In den Verzeichnissen von 1639 war Brogueira bereits als eigenständige Gemeinde verzeichnet.
1906 wurde im Gemeindeort Boquilobo Humberto Delgado geboren, der später als „General ohne Furcht“ zum bekanntesten Oppositionellen der Estado-Novo-Diktatur wurde und 1965 vom Geheimdienst PIDE ermordet wurde. 1993 wurde sein Geburtshaus von der Gemeindeverwaltung renoviert, 1996 als Imóvel de Interesse Municipal unter Denkmalschutz gestellt und als Museum Casa Memorial Humberto Delgado mit einer kostenlos zu besichtigenden Dauerausstellung der Öffentlichkeit zugänglich gemacht.
1980 wurde das nationale Naturschutzgebiet Paúl do Boquilobo eingerichtet. Das durch Feuchtgebiete charakterisierte Schutzgebiet ist in der IUCN-Kategorie Nr. IV eingeordnet.
Mit der Gebietsreform im September 2013 wurde die Gemeinde Borgueira aufgelöst und mit anderen zur neuen Gemeinde Brogueira, Parceiros de Igreja e Alcorochel zusammengeschlossen.

## Verwaltung
Brogueira war Sitz einer gleichnamigen Gemeinde (Freguesia) im Kreis (Concelho) von Torres Novas im Distrikt Santarém. Die Gemeinde hatte 1111 Einwohner und eine Fläche von 21,1 km² (Stand 30. Juni 2011).

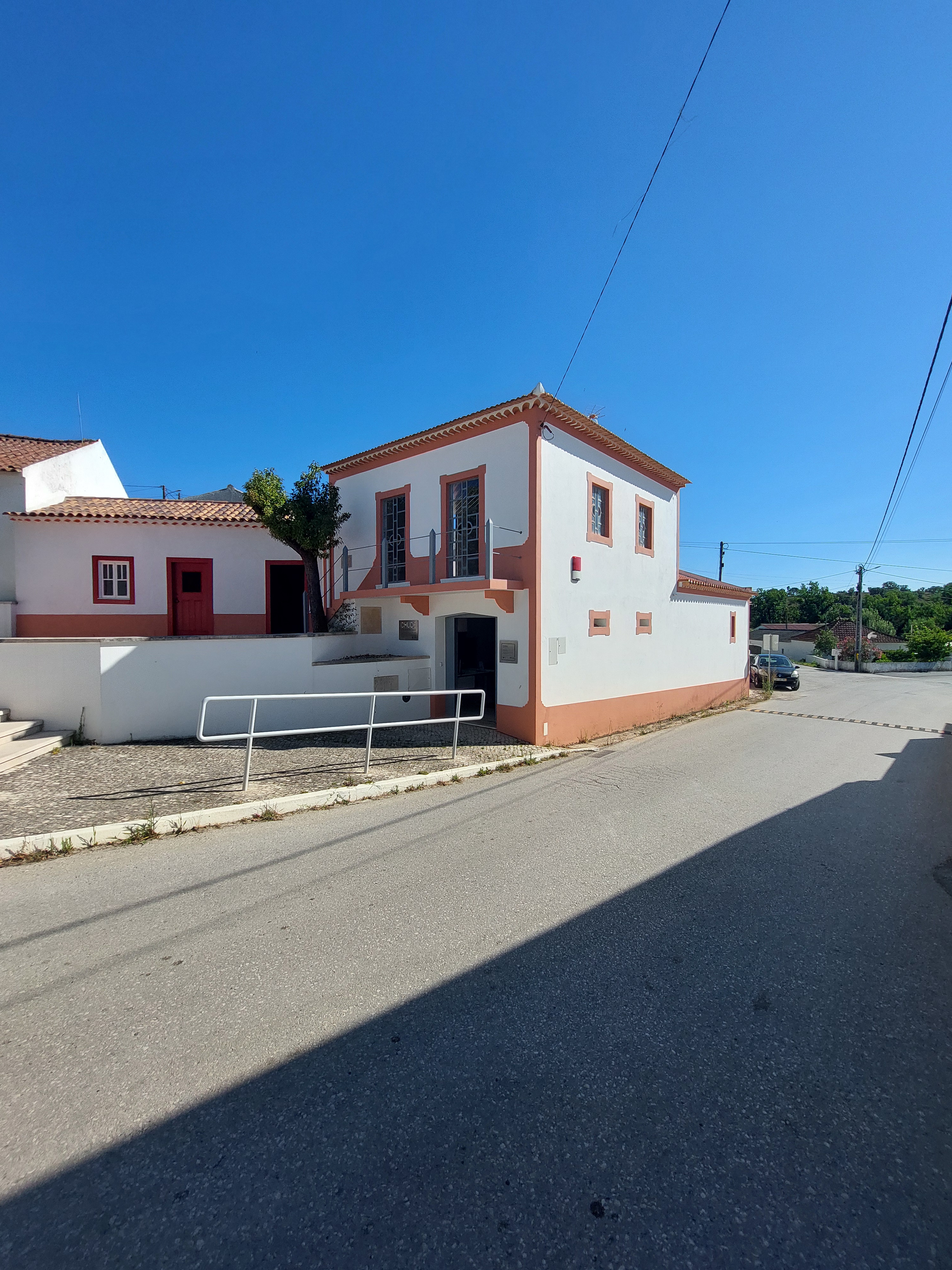
Außenansicht des Museums Humberto Delgado im Gemeindeort Boquilobo (Teilansicht)

Folgende Ortschaften und Orte gehörten zur Gemeinde:
- Boquilobo
- Brogueira
- Cardais
- Casal da Faia
- Casal do Cepo
- Casal dos Ramos
- Barreiras
- Casal Frei Cândido
- Casal da Azinheira
- Quinta do Paúl
- Quinta de Caniços
- Casal dos Piscos
- Casal do Bonjardim

Im Zuge der Gemeindereform vom 29. September 2013 wurden die Gemeinden Brogueira, Parceiros de Igreja und Alcorochel zur neuen Gemeinde União das Freguesias de Brogueira, Parceiros de Igreja e Alcorochel zusammengeschlossen. Brogueira ist Sitz dieser neu gebildeten Gemeinde.

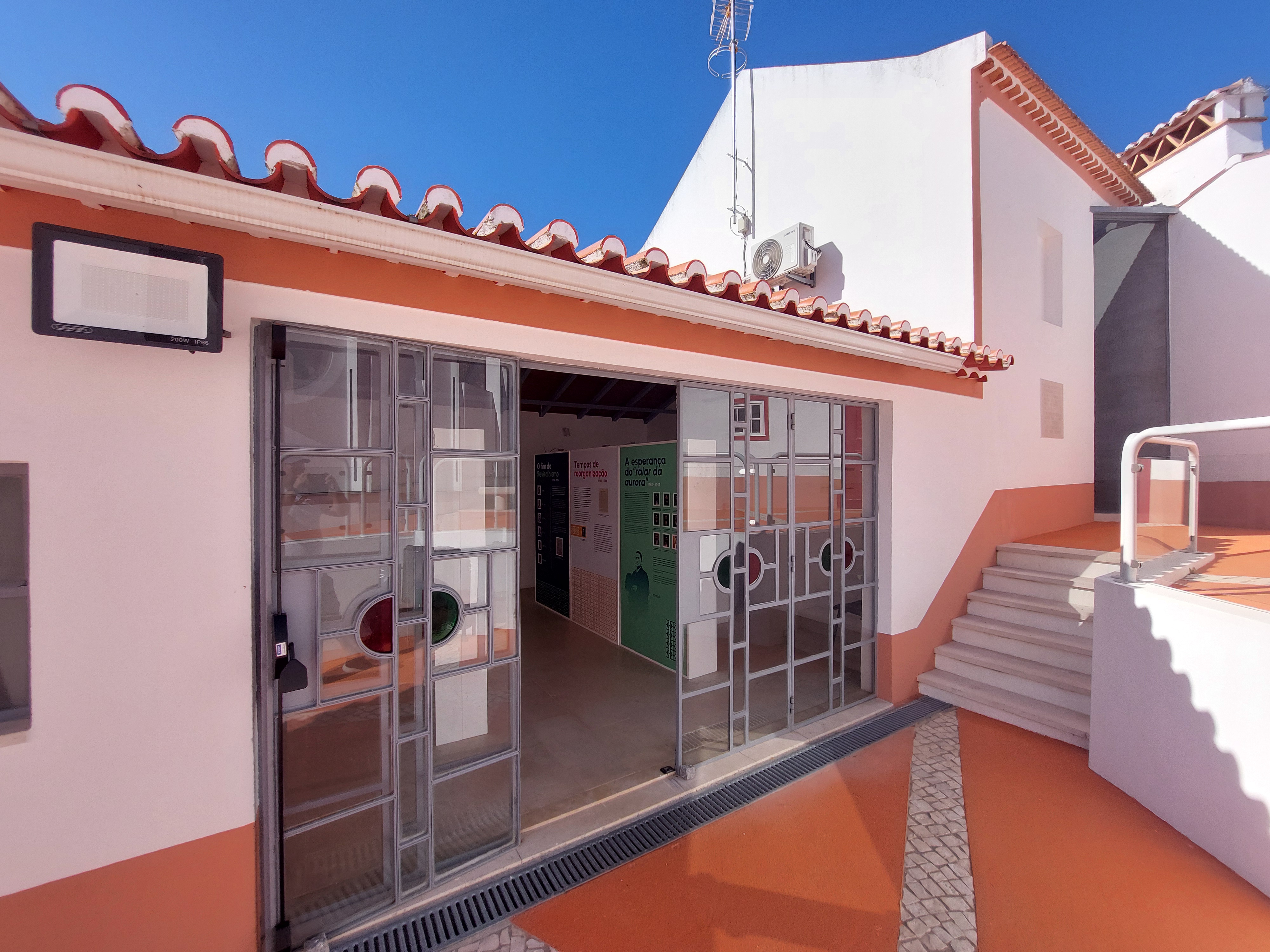
Im Innenhof des Museums für Humberto Delgado

## Persönlichkeiten
- Humberto Delgado (1906–1965), im Gemeindeort Boquilobo geborener General und Politiker, prominenter Gegner der Salazar-Diktatur, von der Geheimpolizei ermordet